# Bristol T.T.A.
Bristol Type 6 T.T.A là một loại máy bay tiêm kích hai tầng cánh của Anh, thiết kế năm 1915.

## Tính năng kỹ chiến thuật
Dữ liệu lấy từ Barnes 1970, tr. 103
Đặc điểm tổng quát
- Kíp lái: 2
- Chiều dài: 39 ft 2 in (11,94 m)
- Sải cánh: 53 ft 6 in (16,31 m)
- Chiều cao: 12 ft 6 in (3,81 m)
- Diện tích cánh: 817 ft2 (75,9 m2)
- Trọng lượng rỗng: 3.820 lb ( kg)
- Trọng lượng có tải: 5.100 lb (2.313 kg)
- Động cơ: 2 × Beardmore, 120 hp (90 kW) mỗi chiếc

Hiệu suất bay
- Vận tốc cực đại: 87 mph (140 km/h)
- Vận tốc lên cao: [1] gần 400 ft/min (2 m/s)

Vũ khí trang bị
- 3 × Súng máy Lewis 0.303 in (7,7 mm)